# Madalyn Murray O'Hair
Madalyn Murray O'Hair, nata Madalyn Mays (Pittsburgh, 13 aprile 1919 – San Antonio, 29 settembre 1995), è stata un'attivista statunitense, fondatrice dell'associazione American Atheists ("Atei americani", A.A.) della quale fu presidente dal 1963 al 1995.
È soprattutto conosciuta per la causa Murray contro Curlett, la cui sentenza è diventata un punto di riferimento della Corte Suprema e ha portato al divieto della pratica della preghiera quotidiana nelle scuole pubbliche americane. Nel 1964 la fondazione dell'American Atheists la rese estremamente controversa, tanto che la rivista Life la definì "la donna più odiata d'America". Venne assassinata nel 1995 assieme al figlio e alla nipote.

## Biografia

### Primi anni e vita privata
Madalyn Mays nacque nel quartiere Beechview di Pittsburgh, in  Pennsylvania, nel 1919, da Lena Christina Scholle e John Irwin Mays. Aveva un fratello maggiore, John Irwin Jr. Suo padre, presbiteriano, la fece battezzare secondo il rito della sua chiesa; sua madre, invece, era di fede luterana. La famiglia si trasferì in Ohio e, nel 1936, Madalyn  si diplomò presso la Rossford High School, la scuola superiore di Rossford.
Nel 1941 sposò John Henry Roth. La coppia si separò quando entrambi furono arruolati nel servizio militare durante la seconda guerra mondiale, lei nel Women's Army Corps (WACS), lui nel Corpo dei Marine. Nel 1945, durante la sua permanenza in Italia come crittografista, ebbe una relazione con un ufficiale, William J. Murray Jr., già sposato con rito cattolico. Sebbene William Murray decide infine di non lasciare sua moglie, Madalyn divorziò da Roth e adottò il nome "Madalyn Murray". Tornata negli Stati Uniti, diede alla luce il suo primo figlio, William J. Murray III (Bill). Nel 1949 conseguì una laurea di primo livello presso l'Università di Ashland, in Ohio. Nel 1952, conseguì la laurea magistrale in legge al South Texas College of Law, a Houston, ma non superò l'esame per l'abilitazione da avvocato, per cui non poté mai esercitare la professione. Quando in seguito avrebbe dato inizio a un'intensa fase di scrittura per la nuova associazione Atei Americani, si sarebbe firmata Dr. O'Hair, pur non avendone titolo.
Dopo essersi ulteriormente formata come assistente sociale presso l'Howard University, Madalyn Murray svolse per anni tale impiego in diverse città, come da lei successivamente dichiarato nel 1964.
Dopo essersi trasferita a Baltimora, il 16 novembre 1954, da una relazione al di fuori del matrimonio, diede alla luce un secondo figlio, Jon Garth Murray.
Degli anni seguenti esistono diverse versioni della vita della Murray. Il primogenito William ha riferito in particolare che, alla fine degli anni sessanta, Madalyn Murray manifestava delle simpatie socialiste. Nel 1957 partecipò alle riunioni del Partito Socialista dei Lavoratori a Baltimora e nel 1959 fece domanda per ottenere la cittadinanza sovietica. Non avendo ricevuto risposta, l'anno seguente si recò con i figli in Europa, in nave, con l'intenzione di consegnarsi all'ambasciata sovietica a Parigi, atto che allora poteva essere considerato una vera e propria defezione, se non un tradimento verso la propria nazione di nascita. I sovietici tuttavia rifiutarono loro l'ingresso e la Murray e i figli ritornarono a Baltimora nello stesso anno.

### La causa "Murray contro Curlett" e gli anni subito seguenti
Nel 1960 Madalyn Murray intentò causa contro il sistema scolastico pubblico della città di Baltimora ("Murray contro Curlett"), indicando suo figlio William come querelante. Lei impugnava il fatto che il sistema scolastico cittadino richiedesse agli studenti di partecipare alle letture della Bibbia, in scuole pubbliche. Sosteneva inoltre che, al rifiuto del figlio di partecipare a tali attività, fossero seguiti atti di bullismo da parte dei compagni di classe che non avevano trovato alcun biasimo da parte degli amministratori scolastici, che avevano anzi tollerato tale comportamento. Il procedimento intentato da Madalyn Murray fu sottoposto all'attenzione della Corte Suprema degli Stati Uniti nel 1963, dopo essere stato accorpato alla causa che Edward Schempp aveva intentato contro il distretto scolastico di Abington ("Abington School District contro Schempp") sulla base di analoghe considerazioni. Durante il procedimento, Madalyn Murray si espresse perché fosse difeso il «diritto inalienabile alla libertà dalla religione così come quello alla libertà di religione» («unalienable right to freedom from religion as well as freedom of religion»). Nel pronunciare il verdetto, i giudici della Corte Suprema si espressero (con 8 voti contro 1) dichiarando incostituzionale l'obbligo per gli studenti di partecipare alla lettura della Bibbia nelle scuole pubbliche. L'anno precedente, inoltre, la Corte si era già espressa dichiarando analogamente incostituzionale che nelle scuole pubbliche fosse richiesto di recitare delle preghiere (nel procedimento "Engel contro Vitale, 1962).
Il risultato della sentenza condusse Madalyn Murray ad acquisire una notevole notorietà, con toni non sempre lusinghieri nei suoi confronti. Nel 1963, fondò l'associazione American Atheists (Ateisti americani) e fu intervistata da Phil Donahue in televisione. Nel 1964, la rivista Life la indicò come «la donna più odiata in America» («the most hated woman in America»). A Baltimora, la sua famiglia incontrò un'aperta ostilità in conseguenza della causa intentata contro la città, come avrebbe in seguito dichiarato in un'intervista a Playboy. In tale occasione, elencò una lunga lista di episodi di molestie, intimidazioni e persino minacce di morte contro di lei e la sua famiglia e riferì di lettere violente e inquietanti che aveva ricevuto per posta, alcune addirittura imbrattate di feci. Madalyn Murray attribuì anche il decesso del padre per infarto cardiaco alla tensione derivante dal clima intimidatorio che la famiglia avvertiva in città. In ultimo, nel 1963 decisero di trasferirsi a Honolulu, nelle Hawaii. Influì sulla decisione anche il fatto che Madalyn Murray avesse avuto una colluttazione, per la quale venne indagata, con alcuni agenti di polizia del Dipartimento di Baltimora, intervenuti presso la sua abitazione per prendere in custodia la fidanzata di William, Susan Abramovitz, ancora minorenne, che era fuggita da casa.
Nel 1965, Madalyn Murray sposò il marine Richard O'Hair, modificando il proprio cognome. Negli anni quaranta, Richard O'Hair si era unito ad un gruppo comunista a Detroit, venendo per questo indagato dall'FBI. In seguito, fu indagato nuovamente per essersi finto un agente della stessa FBI. Sebbene anche questo secondo matrimonio finì con una separazione, i due non divorziarono. Richard O'Hair sarebbe morto nel 1978.
Nel 1965, inoltre, ad Honolulu William e Susan ebbero una figlia, Robin Ilene Murray, che sarebbe stata successivamente adottata dalla nonna.

### American Atheists
Madalyn Murray O'Hair rientrò negli Stati Uniti continentali nel 1965, stabilendosi ad Austin, nel Texas. Qui stabilì la sede dell'associazione American Atheists che aveva fondato due anni prima con l'intento di sostenere «un movimento nazionale che difendesse i diritti civili dei non credenti, lavorasse per la separazione tra chiesa e stato e affrontasse le questioni di politica pubblica legate al Primo emendamento (della Costituzione statunitense)» Chiamata a dirigere l'associazione, un ruolo che avrebbe mantenuto  fino al 1986, divenne la voce e il volto dell'ateismo negli Stati Uniti durante gli anni sessanta e settanta. Sebbene nel 1986 il suo secondogenito Garth la sostituì ufficialmente nella direzione del gruppo, lei mantenne una forte presa sull'associazione e la capacità decisionale.
Ripetendo la strategia d'azione che l'aveva portata al successo, Madalyn Murray O'Hair intentò diverse cause in relazione a quelle situazioni nelle quali non fosse garantita una separazione tra chiesa e stato, a suo parere in violazione della Costituzione degli Stati Uniti d'America. Tra queste, citò nuovamente in giudizio la municipalità di Baltimora che aveva attribuito alla Chiesa cattolica un'esenzione dal pagamento delle tasse sulle proprietà in città. Presentò querela contro la NASA per la lettura di un passo della Genesi durante la missione dell'Apollo 8, in quanto - a suo dire - gli astronauti, in qualità di dipendenti del governo, non avrebbero dovuto recitare pubblicamente una preghiera nel corso della missione. Il caso, ad ogni modo, venne respinto dalla Corte Suprema per mancanza di giurisdizione. Tra le cause intentate, citò in giudizio il Presidente Nixon (1970) per i servizi religiosi che avevano luogo ogni settimana alla Casa Bianca e il Segretario al tesoro W. Michael Blumenthal (1978) per la frase «In God We Trust» presente sulle banconote statunitensi. Contestò l'associazione della manifestazione del credo religioso con solenni attività politiche, come l'inaugurazione del consiglio cittadino di Austin.
Madalyn Murray O'Hair partecipò a numerosi dibattiti pubblici con leader religiosi e altre figure pubbliche su una vasta varietà di temi dell'ateismo e del femminismo. Produsse un programma radio sull'ateismo nel quale criticava la religione e il teismo e uno show televisivo, rimanendo una figura polizzante anche negli anni ottanta. Nel 1984, durante la campagna presidenziale, scrisse i discorsi dell'editore per adulti e attivista Larry Flynt, continuando ad essere ospite fissa di vari talk show.
In un articolo del 1989 espresse alcune posizioni di negazionismo dell'Olocausto.

### Scomparsa e omicidio
Scomparsa
Il 27 agosto 1995 Madalyn O'Hair, suo figlio Jon Garth Murray e sua nipote Robin, che vivevano nella stessa abitazione ad Austin e lavoravano nell'associazione, scomparvero. Un biglietto dattiloscritto era stato affisso sulla porta dell'ufficio presso American Atheists nel quale si affermava che la famiglia Murray-O'Hair era stata chiamata fuori città per un'emergenza e non era in grado di dire per quanto tempo si sarebbe assentata. Quando la polizia entrò nell'abitazione, tuttavia, ebbe l'impressione che la famiglia avesse lasciato la casa in tutta fretta: i piatti della colazione erano sul tavolo, il farmaco di Madalyn per il diabete era sul bancone della cucina e il cane era stato lasciato privo di cura e assistenza. Ci furono ad ogni modo dei contatti telefonici alcuni giorni dopo la scomparsa, nei quali dissero di trovarsi a San Antonio (Texas), per affari. Ancora pochi altri giorni dopo, Jon Garth ordinò delle monete d'oro da un gioielliere di San Antonio per un valore di 600.000 dollari, ritirandone in seguito 400.000.
Fino al 27 settembre 1995 i dipendenti della American Atheists e alcuni amici ricevettero da Robin e da Jon diverse telefonate, che però non spiegavano il motivo della loro partenza, né menzionavano la data di un possibile ritorno. In queste telefonate le loro voci parevano comunque tese e turbate. Dopo il 28 settembre 1995 nessun'altra comunicazione pervenne da uno qualsiasi degli O'Hair.
Sulle cause e sul significato della loro scomparsa abbondarono le speculazioni. L'associazione stava affrontando delle serie difficoltà finanziarie: alcuni finanziamenti erano stati ritirati e anche il numero delle iscrizioni stava diminuendo, in conseguenza degli scandali. Alcuni avanzarono l'ipotesi che i tre avessero abbandonato l'associazione e fossero fuggiti per nasconderne il denaro o evitare di essere raggiunti dai creditori. In un articolo del 1997 su Vanity Fair, la giornalista Mimi Swartz affermava di aver trovato degli indizi a favore di una fuga in Nuova Zelanda. L'altro figlio di Madalyn, William Murray, aveva affermato che per anni la madre aveva mantenuto attivo un secondo conto corrente all'estero nel quale riversava fondi sottratti all'associazione. Altri, invece, pensavano che Madalyn Murray O'Hair fosse morta per cause naturali e che i congiunti l'avessero sepolta secondo le sue volontà per poi scomparire e cambiare vita.
William Murray, che dagli anni ottanta aveva pessimi rapporti con la madre, presentò la denuncia di scomparsa un anno dopo l'evento.
Omicidio e indagini
In ultima analisi, David Roland Waters, ex direttore dell'ufficio degli Atei Americani, venne considerato responsabile della scomparsa e dell'assassinio dei membri dell'organizzazione. Non solo Waters aveva precedenti penali per reati violenti, ma anche commesso diversi furti sospetti durante il suo mandato e nel 1995 si è dichiarato colpevole, del furto di 54.000 dollari dalla società. Poco dopo il furto venne diffuso un feroce articolo degli O'Hair, pubblicato nella "Members Only" nel quale si esponevano i precedenti, i furti e i reati commessi da Waters, tra cui un incidente nel 1977, durante il quale Waters aveva probabilmente percosso e urinato su sua madre. Successivamente la ragazza di Waters testimoniò che il suo fidanzato era furioso a causa degli articoli degli O'Hair, e che aveva sognato di torturarla nei modi più crudeli.
La polizia ha concluso che Waters, con dei complici, aveva sequestrato tutti e tre gli O'Hair, li aveva costretti a ritirare i fondi mancanti, aveva effettuato diverse enormi spese folli con il denaro e le carte di credito della O'Hairs, e in seguito li aveva uccisi tutti e tre. Danny Fry, un complice, venne ucciso pochi giorni dopo la O'Hair, ed il suo corpo fu trovato sul letto di un fiume con la testa e le mani tagliate. Waters si è infine dichiarato colpevole delle accuse. Nel gennaio 2001 Waters ha informato la polizia che i cadaveri degli O'Hair erano stati sepolti in un ranch del Texas, ed ha successivamente condotto ai loro corpi. Quando la polizia ha scavato nel luogo indicato, scoprì che i corpi degli O'Hair erano stati tagliati con una sega in decine di pezzi. I resti esposti con mutilazioni estese e successiva decomposizione dovevano essere riconosciuti tramite le impronte dentali, i test del DNA e, nel caso di Madalyn, una serie di protesi all'anca. La testa e le mani di Fry sono stati trovati sullo stesso sito.
Le monete d'oro estorte agli O'Hair sono state messe in un magazzino affittato da un'amica di Waters. Questi aveva tirato fuori 80.000 dollari e festeggiato con la sua ragazza per un paio di giorni, ma al suo ritorno scoprì che i restanti 420.000 erano stati rubati. Un gruppo di ladri era infatti riuscito a forzare l'armadietto. Waters venne dichiarato colpevole di sequestro di persona, rapina e omicidio, e condannato a 20 anni di carcere. Inoltre, fu anche condannato a rimborsare un totale di 543.665 dollari di risarcimento ai laici degli Stati Uniti d'America e a favore degli ordini fondati da Madalyn Murray O'Hair, Jon Garth Murray e Robin Murray-O'Hair. È improbabile che uno qualsiasi di questi debiti sia stato pagato, poiché Waters non aveva un lavoro in quanto era in prigione. Morì infatti di cancro al polmone, in carcere, il 27 gennaio 2003.

## Eredità
La querela di Madalyn Murray che ha portato alla rimozione della preghiera obbligatoria dalle scuole pubbliche degli Stati Uniti ha avuto effetti duraturi e significativi. Fino a quel processo, era comune per gli studenti partecipare a molti tipi di attività religiose, tra cui l'istruzione religiosa stessa. Gli studenti non religiosi venivano costretti a partecipare a tali attività e non avevano di solito l'opportunità di svincolarsi da tali impegni. Fino a quel momento, il concetto di libertà di religione era considerato come libertà di scegliere una religione, non di scegliere la libertà dalla religione o quella di dichiararsi non credente.
Nel 1980, William Murray venne battezzato in una chiesa battista a Dallas, dove successivamente divenne predicatore. Madalyn Murray O'Hair disse, in questa occasione: "Si potrebbe considerare questo atto come un aborto post-natale, da parte di una madre. Credo di doverlo respingere totalmente ora e per tutti i tempi... lui è al di là del perdono umano". Dopo la morte di Madalyn, William Murray disse: "Mia madre era una persona cattiva... non per la rimozione della preghiera dalle scuole americane... no, era solo e semplicemente una persona cattiva. Ha guadagnato enormi somme di denaro. Ha abusato della fiducia della gente. Ha truffato i bambini. Ha evaso le imposte e perfino derubato la sua organizzazione. Una volta stampò certificati azionari falsi con la sua macchina da stampa, per cercare di ottenere più di un'altra società editrice atea... A prescindere da quanto male ha fatto, a prescindere da quanto fosse senza legge, mia madre non meritava di morire nel modo in cui è morta.". Murray ha affermato che sua madre aveva nascosto illegalmente "decine di milioni" di dollari. In un episodio di City Confidential, un ex dipendente dell'associazione Atei Americani ha affermato che un altro ex dipendente aveva raccontato di un conto bancario estero dove gli O'Hair avevano depositato 18 milioni di dollari dell'American Atheists. Egli ha aggiunto che aveva sentito la storia da qualcuno e non era testimone diretto.
Tra il momento della scomparsa degli O'Hair e la scoperta dei corpi, venne scritto da Dave Foley uno spettacolo comico intitolato "The Last Days of Madalyn Murray O'Hair in Exile" (Gli ultimi giorni di Madalyn Murray O'Hair in esilio).

## Il film
La donna più odiata d'America (The Most Hated Woman in America) è un film drammatico biografico americano diretto da Tommy O'Haver e sceneggiato da lui e Irene Turner.
Il film è stato presentato in anteprima mondiale a South by Southwest il 14 marzo 2017. Il film è stato distribuito il 24 marzo 2017 da Netflix.